# Euriphene aurora
Euriphene aurora är en fjärilsart som beskrevs av Aurivillius 1896. Euriphene aurora ingår i släktet Euriphene och familjen praktfjärilar. Inga underarter finns listade i Catalogue of Life.